# Roberto Tucci
Pour les articles homonymes, voir Tucci.
Roberto Tucci, né le 19 avril 1921 à Naples en Italie et décédé le 14 avril 2015 à Rome, est un prêtre jésuite italien, expert au concile Vatican II, directeur de la revue Civiltà Cattolica, et président émérite de Radio Vatican.  Organisateur principal des voyages du pape Jean-Paul II, il est créé cardinal en 2001, sans être cependant ordonné évêque.

## Biographie

### Jeunesse et formation
Né à Naples le 19 avril 1921, Roberto est baptisé dans l’Église anglicane, sa mère étant anglaise. Il est plus tard baptisé ‘sous condition’ dans l’Église catholique (22 mars 1934), à l’âge de 13 ans. Toute sa vie il gardera un attachement particulier pour l’Église anglicane dans laquelle il fut baptisé. Très ouvert au monde anglophone il écrivit cinq essais sur l’anglicanisme
À 15 ans, Tucci entre au noviciat de la Compagnie de Jésus. Suivant le cours traditionnel de la formation jésuite il fait sa philosophie au scolasticat de Gallarate (près de Milan) et obtient un doctorat en philosophie à l’université de Naples. Pour la théologie il est envoyé en Belgique, au théologat jésuite d’Eegenhoven-Louvain (1947-1951). Il y obtient la licence et est ordonné prêtre le 24 août 1950.  Sa formation intellectuelle se termine avec un doctorat en théologie de l’université grégorienne (1953).

### Professeur et écrivain
Après deux années d’enseignement de la théologie dogmatique à la faculté jésuite de théologie de Naples le père Tucci est envoyé à la Civiltà Cattolica, revue bimensuelle dont il sera membre de la rédaction de 1959 à 1973, d’abord comme rédacteur puis, presqu’immédiatement, comme directeur. Ces années coïncident avec l’effervescence théologique causée par la préparation des assemblées conciliaires de Vatican II (1962-1965), et, non moins faciles, les années de réception des orientations données et décisions prises par Vatican II. Durant toutes ces années il a la pleine confiance des papes Jean XXIII et Paul VI.

### Au concile Vatican II
Nomme peritus (expert) au concile, Tucci participe à l’élaboration de Gaudium et Spes et au décret sur les laïcs. Mais sa notoriété grandissante lui vient de ce qu’il est chargé d’informer, jour après jour, les journalistes italiens de ce qui se passe dans l’enceinte conciliaire. Il connait bien l’anglais et les journalistes étrangers viennent à lui également.
Les observateurs non-catholiques, souvent surpris et peu au fait des arcanes du monde catholique romain, le consultent fréquemment. Il se crée des amitiés œcuméniques et parvient à dissiper de nombreux préjugés anticatholiques.  Tucci est le premier prêtre catholique invité à parler à une assemblée générale du Conseil Œcuménique des Églises (COE ou WCC), à Uppsala, en 1968.Il est de nouveau invité à la Ve assemblée plénière du COE, à Nairobi, en 1975.  Tucci est également le vice-président de l’Union catholique de la presse italienne de 1961 à 1982 et consulteur du conseil pontifical pour les communications sociales de 1965 à 1989.

### Radio Vatican et voyages pontificaux
En 1973 Tucci est nommé directeur général de Radio Vatican, laissant la responsabilité de la Civiltà Cattolica à Bartolomeo Sorge. Ce poste le met en contact direct avec le pape Paul VI, puis surtout avec Jean-Paul II qu’il accompagne dans tous ses voyages. Il en devient l’organisateur principal en 1982. De cette année-là à 2001 Tucci organise 77 voyages et visites pastorales de Jean-Paul II sur les cinq continents. Il assume cette responsabilité avec grande compétence.

### Cardinal
C’est en reconnaissance pour les services rendus que, à quelques semaines de son quatre-vingtième anniversaire, Tucci est fait cardinal. Jean-Paul II le crée cardinal  lors du consistoire du 21 février 2001 avec le titre de cardinal-diacre de S. Ignazio di Loyola a Campo Marzio. Dérogeant à la règle établie par Jean XXIII Tucci  obtient de ne pas être consacré évêque, bien que créé cardinal. Après dix ans de cardinalat, il est élevé au rang de cardinal-prêtre pro hac vice de S. Ignazio di Loyola a Campo Marzio.
Cinquante-sept jours seulement après sa nomination comme cardinal, Roberto Tucci atteint l’âge de 80 ans (19 avril 2001) et perd  ainsi sa qualité d'électeur. Il ne prendra pas part aux conclaves de 2005 (élection de Benoît XVI) et de 2013 (élection de François).
Gardant toujours résidence dans la communauté de la Civiltà Cattolica, près de la Porta Pinciana, à Rome, il y reste actif comme rédacteur pour la revue et conférencier occasionnel. En 2013 lorsque les forces physiques commencent à décliner le cardinal Roberto Tucci est relogé à l’infirmerie des Jésuites de Rome, où il meurt le 14 avril 2015. Il avait 94 ans.

## Distinctions
Le cardinal Tucci est chevalier de la Légion d'honneur et commandeur des Arts et Lettres